# Niquita el Godo
San Nikita el Godo o Aniceto Mártir (también Nicetas, del gr. Νικητές, "vencedor") fue un godo bautizado por el obispo Teofilo, participante del I Concilio Ecuménico. Nikita era uno de los evangelizadores más activos entre los godos en el litoral norte del Mar Negro.
Murió en 372 mártirizado por la orden de Atanarico, rey pagano de los godos, que se enfrentaba con el rey cristiano de los mismos, Fritigerno. El santo fue sepultado por su amigo cristiano, Mariano, en las tierras de Cilicia. Cuando sus reliquias fueron recuperadas, las trasladaron a Constantinopla. Hoy día las reliquias se encuentran en el monasterio serbio de Visoki Dechani en el occidente de Kosovo.